# Альмерія
Альмері́я (ісп. Almería) — місто на південному сході Іспанії, в Андалусії, адміністративний центр провінції Альмерія. Населення станом на 2007 рік — 189 000 мешканців.

## Назва
Назва «Альмерія» пішла від арабського Аль-Маріят — «дзеркало моря». Місто було засноване 955 року халіфом Кордоби Абд ар-Рахманом ІІІ. За назвою селища Ель-Аргар у провінції Альмерія отримала свою назву Ель-Аргарська культура бронзової доби.

## Географія
Альмерія є важливим середземноморським курортом, біля нього розташований найбільший нудистський пляж Європи. Також місто є центром великого зрошувального землеробського району. Тут розвинуті виноробна, цукрова, шкіряна, маслоробна промисловість, працює фабрика музичних інструментів. Через порт здійснюється вивіз сільськогоспорарської продукції (еспарто, винограду, вина, мигдалю), залізної руди, сірки.

### Клімат
| Клімат Альмерії                            | Клімат Альмерії | Клімат Альмерії | Клімат Альмерії | Клімат Альмерії | Клімат Альмерії | Клімат Альмерії | Клімат Альмерії | Клімат Альмерії | Клімат Альмерії | Клімат Альмерії | Клімат Альмерії | Клімат Альмерії | Клімат Альмерії |
| Показник                                   | Січ.            | Лют.            | Бер.            | Квіт.           | Трав.           | Черв.           | Лип.            | Серп.           | Вер.            | Жовт.           | Лист.           | Груд.           | Рік             |
| Абсолютний максимум, °C                    | 24,4            | 25,2            | 32,4            | 34,2            | 34,2            | 40,8            | 41,2            | 41,1            | 37,6            | 34,4            | 29,0            | 27,7            | 41,2            |
| Середній максимум, °C                      | 18,8            | 19,4            | 21,3            | 23,1            | 26,0            | 30,2            | 32,8            | 33,0            | 31,1            | 26,6            | 22,9            | 19,3            | 33,4            |
| Середня температура, °C                    | 12,6            | 13,3            | 15,1            | 17,0            | 19,2            | 23,5            | 26,1            | 26,7            | 24,2            | 20,4            | 16,4            | 13,3            | 19,1            |
| Середній мінімум, °C                       | 5,9             | 6,5             | 8,1             | 10,5            | 12,0            | 15,7            | 19,3            | 20,0            | 17,2            | 13,5            | 10,6            | 7,6             | 5,9             |
| Абсолютний мінімум, °C                     | 0,1             | 1,0             | 1,0             | 6,0             | 8,4             | 10,4            | 12,0            | 14,8            | 10,1            | 1,6             | 3,1             | 2,0             | 0,1             |
| Середня кількість сонячних годин на місяць | 194             | 191             | 232             | 261             | 297             | 325             | 342             | 315             | 256             | 218             | 183             | 178             | 2994            |
| Норма опадів, мм                           | 24              | 25              | 16              | 17              | 12              | 5               | 1               | 1               | 14              | 27              | 28              | 30              | 200             |
| Днів з дощем                               | 2,9             | 2,9             | 2,6             | 2,6             | 1,9             | 0,6             | 0,3             | 0,3             | 1,5             | 2,8             | 3,6             | 3,3             | 25,4            |
| Вологість повітря, %                       | 67              | 67              | 65              | 62              | 63              | 61              | 60              | 63              | 65              | 68              | 67              | 67              | 65              |
| ------------------------------------------ | --------------- | --------------- | --------------- | --------------- | --------------- | --------------- | --------------- | --------------- | --------------- | --------------- | --------------- | --------------- | --------------- |
| Джерело: Agencia Estatal de Meteorología   |                 |                 |                 |                 |                 |                 |                 |                 |                 |                 |                 |                 |                 |

## Персоналії
- Абу Ях'я Мухаммад аль-Мутасім (1037—1091) — емір Альмерійської тайфи в 1051—1091 роках
- Умм Аль-Кірам (1051—1091) — принцеса та андалузька поетеса, донька Абу Ях'ї Мухаммада бен Мана, аль-Мутасіма, володаря Альмерійської тайфи.

## Релігія
- Центр Альмерійської діоцезії Католицької церкви.